# Mafia: Dawne strony
Mafia: Dawne strony (ang. Mafia: The Old Country) – komputerowa przygodowa gra akcji opracowana przez studio Hangar 13 dla wydawcy 2K Games. Czwarta część serii Mafia, będąca zarazem prequelem jej wcześniejszych odsłon. Premiera na platformy PlayStation 5, Windows i Xbox Series nastąpiła 8 sierpnia 2025.

## Fabuła
Akcję gry osadzono na początku XX wieku w fikcyjnym miasteczku San Celeste na Sycylii. Fabuła ma przedstawiać historię powstania i początków działalności mafii, a jej głównym bohaterem będzie Enzo Favara – niewolnik kontraktowy pracujący w kopalniach siarki, który dołącza do przestępczej rodziny Torrisich.

## Rozgrywka
Mafia: Dawne strony jest przygodową grą akcji (strzelanką) z wydarzeniami przedstawianymi z perspektywy trzeciej osoby. W odróżnieniu od Mafii III (2016), osadzonej w otwartym świecie z licznymi zadaniami i aktywnościami pobocznymi, Dawne strony – wzorem Mafii (2002) i Mafii II (2010) – mają być grą bardziej liniową i koncentrującą się na opowiadaniu historii. Grywalna postać będzie poruszała się po świecie gry głównie konno, a nie – jak w poprzednich częściach – będącymi wówczas jeszcze stosunkowo rzadkim środkiem transportu automobilami.

## Proces produkcji
W sierpniu 2022 dyrektor generalny Hangar 13 Roman Hladík potwierdził w wywiadzie z okazji dwudziestolecia serii Mafia, że zespół „rozpoczął prace nad nowym związanym z nią projektem”, ale jego premiera odbędzie się dopiero „za kilka lat”. Prezes studia Nick Baynes stwierdził, że tworząc Dawne strony twórcy chcieli „powrócić do tego, za co fani pokochali Mafię”, w tym przede wszystkim „bogatej, liniowej fabuły”, stąd zdecydowano się na mniejszy, ale bardziej spójny świat przedstawiony, na wzór miast Lost Heaven i Empire Bay z dwóch pierwszych części. Na potrzeby gry nagrano dubbing w językach angielskim, francuskim, hiszpańskim, niemieckim, czeskim i rosyjskim, podczas gdy wersja włoskojęzyczna ma być dostępna jedynie w formie napisów. Decyzja o braku włoskiego dubbingu w produkcji osadzonej na Sycylii i opowiadającej o początkach mafii spotkała się z pewną krytyką, w odpowiedzi na co Hangar 13 zapowiedziało, że w Dawnych stronach możliwe będzie wybranie także dubbingu w języku sicilianu, ponieważ „autentyczność jest dla marki kwestią kluczową”.
Grę zrealizowano na Unreal Enginie 5, co według reżysera Aleksa Coksa pozwoliło na stworzenie produkcji „jeszcze bardziej szczegółowej i realistycznej pod względem grafiki, niż poprzednie odsłony Mafii”. Podczas gdy poprzednie gry z serii osadzone były w Stanach Zjednoczonych i przedstawiały losy włoskich imigrantów zamieszkujących miasta inspirowane Nowym Jorkiem, Los Angeles i Nowym Orleanem, część czwartą postanowiono osadzić w czasach narodzin mafii, żeby przedstawić jej genezę i przedstawić miejsce rzadko pojawiające się w grach komputerowych. Na potrzeby prac nad Dawnymi stronami twórcy odwiedzili Sycylię i nawiązali współpracę z mieszkańcami wyspy, żeby „dobrać odpowiednie cegły, wybrać idealną miejscową muzykę czy najsoczystsze sycylijskie wulgaryzmy”.

## Promocja i dystrybucja
Grę oficjalnie zapowiedziano 20 sierpnia 2024 podczas targów Gamescom, na których opublikowano jej teaser. Pełny zwiastun zaprezentowano podczas gali rozdania The Game Awards 2024; na kilkanaście godzin przed ceremonią wyciekł on do Internetu. Premiera Mafii: Dawnych stron na platformy PlayStation 5, Windows i Xbox Series X/S planowana jest na połowę 2025 roku. 10 kwietnia 2025 wydawca opublikował na platformie Steam wpis, w którym jako datę premiery podał 8 sierpnia, niedługo później usuwając tę informację.